# Alice (album)
Pour les articles homonymes, voir Alice.
Albums de Tom Waits
Blood Money
(2002) Real Gone
(2004)
Alice est un album de Tom Waits sorti en 2002.

## Titres
Toutes les chansons sont écrites par Tom Waits et Kathleen Brennan.
1. Alice - 4:28
2. Everything You Can Think - 3:10
3. Flowers Grave - 3:28
4. No One Knows I'm Gone - 1:42
5. Kommienezuspadt - 3:10
6. Poor Edward - 3:42
7. Table Top Joe - 4:14
8. Lost in the Harbour - 3:45
9. We're All Mad Here - 2:31
10. Watch Her Disappear - 2:33
11. Reeperbahn - 4:02
12. I'm Still Here - 1:49
13. Fish Bird - 3:59
14. Barcarolle - 3:59
15. Fawn - 1:43

## Musiciens
- Stewart Copeland - Batterie[2]
- Colin Stetson - Clarinette basse, saxophone, saxophone baryton, Clarinette
- Larry Taylor - Basse, guitare acoustique cordes acier, Guitare électrique, Percussions
- Tom Waits - chant, Piano, Pump Organ, Chamberlain Vibes, Pod, Mellotron, Chamberlin, Toy Glockenspiel, cymbales, Circular Violin, Stomp
- Tim Allen - Scraper
- Ara Anderson - Cor baryton, Trompette, Muted trumpet
- Myles Boisen - Banjo
- Andrew Borger - Oil Drums, Tambour sur cadre, Percussions
- Matt Brubeck - Violoncelle, Basse
- Bent Clausen - Piano, Piano solo, Swiss Hand Bells
- Joe Gore - Guitare électrique
- Dawn Harms - Violon, violon à pavillon
- Carla Kihlstedt - Violon
- Eric Perney - Basse
- Nick Phelps - Trompette, French Horn
- Bebe Risenfors - Alto (violon), Baby Bass, Clarinette, Percussions, Marimba, Fiddle, violon à pavillon, Alto (violon), Clarinette basse
- Gino Robair - Percussions, Batterie, Marimba
- Matthew Sperry - Basse

### Détail des musiciens pour chaque titre
- Alice
  - Tom Waits - chant et piano
  - Eric Perney - Basse
  - Colin Stetson - Saxophone
  - Gino Robair - Batterie
  - Ara Anderson - Muted trumpet
- Everything You Can Think
  - Tom Waits - Vocal, Mellotron, Chamberlain Vibes, Pod
  - Larry Taylor - Basse, Guitare électrique
  - Matt Brubeck - Violoncelle
  - Bent Clausen - Swiss Hand Bells
  - Bebe Risenfors - Violon à pavillon
  - Nik Phelps - French Horn, Trompette
- Flower's Grave
  - Tom Waits - Chant, Piano, Pump Organ
  - Larry Taylor - Basse
  - Matt Brubeck - Violoncelle
  - Dawn Harms - Violon
  - Bebe Risenfors - Violon alto, Clarinette
- No One Knows I’m Gone
  - Tom Waits - Chant, Pump Organ
  - Larry Taylor - Basse
  - Matt Brubeck - violoncelle
  - Dawn Harms - Violon à pavillon, Violon
  - Bebe Risenfors - Violon alto
- Kommienezuspadt
  - Tom Waits - Chant, Pod, Stomp
  - Larry Taylor - Basse, Guitare acoustique, Percussions
  - Andrew Borger - Oil Drums, Frame Drum, Percussions
  - Matt Brubeck - Violoncelle
  - Bebe Risenfors - Baby Bass, Marimba, Clarinette basse, Percussions
  - Colin Stetson - Saxophone baryton
  - Tim Allen - Scraper
- Poor Edward
  - Tom Waits - Chant, Piano
  - Larry Taylor - Basse
  - Matt Brubeck - violoncelle
  - Dawn Harms - Violon à pavillon
  - Bebe Risenfors - Violon
- Table Top Joe
  - Tom Waits - Chant, Pump Organ
  - Larry Taylor - Basse, Guitare acoustique
  - Stewart Copeland - Trap Kit
  - Bent Clausen - Piano
  - Joe Gore - Guitare électrique
  - Bebe Risenfors - Baby Bass
- Lost in the Harbour
  - Tom Waits - Chant, Pump Organ
  - Larry Taylor - Basse
  - Matt Brubeck - violoncelle
  - Dawn Harms - Violon à pavillon
  - Bebe Risenfors - Fiddle
  - Carla Kihlstedt - Violon
- We're All Mad Here
  - Tom Waits - Chant, Piano, Circular Violin
  - Matthew Sperry - Basse
  - Gino Robair - Percussions
  - Colin Stetson - Clarinette basse
  - Carla Kihlstedt - Violon
- Watch Her Disappear
  - Tom Waits - chant, Pump Organ
  - Dawn Harms - Violon
  - Matt Brubeck - Violoncelle
- Reeperbahn
  - Tom Waits - Chant, Piano, Chamberlin
  - Matthew Sperry - Basse
  - Gino Robair - Percussions
  - Carla Kihlstedt - Violon
  - Colin Stetson - Clarinette basse
  - Ara Anderson - Baritone Horn
  - Myles Boisen - Banjo
- I’m Still Here
  - Tom Waits - Chant, Piano
  - Dawn Harms - Violon
  - Matt Brubeck - Violoncelle
  - Colin Stetson - Clarinette
- Fish & Bird
  - Tom Waits - Chant, Piano, Toy Glockenspiel, Pump Organ
  - Larry Taylor - Basse
  - Matt Brubeck - Violoncelle
  - Bebe Risenfors - Clarinette
  - Ara Anderson - Trompette, Saxhorn baryton
  - Dawn Harms - Violon à pavillon, Violon
- Barcarolle
  - Tom Waits - Chant, Piano, Chamberlain vibraphone, Cymbales
  - Matthew Sperry - Basse
  - Matt Brubeck - Basse
  - Colin Stetson[2] - Saxophone
  - Bent Clausen - Piano Solo
  - Dawn Harms - Violon
- Fawn (Instrumental)
  - Tom Waits - Piano
  - Matthew Sperry - Basse
  - Gino Robair - Marimba
  - Colin Stetson - Clarinette basse
  - Carla Kihlstedt - Violon